# Oji-cri (langue)
Cet article concerne la langue. Pour le peuple autochtone, voir Oji-Cris.
L'oji-cri, également appelé ojibwé severn ou ojibwé du Nord, (ᐊᓂᐦᔑᓂᓃᒧᐏᐣ ou Anishininiimowin en oji-cri) est une langue parlée par les Oji-Cris, un peuple nord-amérindien situé dans le Nord de l'Ontario et au Manitoba au Canada descendant de mariages historiques entre les Cris au nord et les Ojibwés au sud. Ainsi, il s'agit d'une langue qui est proche de l'ojibwé, mais avec des influences du cri. Elle fait partie de la famille linguistique des langues algonquiennes, elle-même faisant partie de la famille des langues algiques. Elle est parfois considérée comme étant un dialecte de l'ojibwé. La langue oji-cri se divise elle-même en deux dialectes principaux : celui de la région de Big Trout et de la région de Deer Lake. Le dialecte de Big Trout se divise à nouveau entre le Big Trout de l'Ouest et le Big Trout de l'Est. Les différences entre les dialectes sont mineures.
L'oji-cri était l'une des six langues autochtones au Canada qui a montré une augmentation du nombre de locuteurs lors du recensement de 2001 par rapport à celui de 1996.
Selon Statistique Canada, en 2021, l'oji-cri est la langue maternelle de 12 230 personnes au Canada.